# Mitokondriális betegség
1988-ban mutatták ki első ízben, hogy egy jól ismert emberi kórkép, a többnyire fiatalkori megvakulással járó úgynevezett Leber-féle optikus neuropátia oka minden bizonnyal mitokondriális DNS mutáció. Azóta igen nagyszámú patológiás jelentőségű mitokondriális DNS-mutációt azonosítottak, illetve valószínűsítettek. Az óvatos fogalmazás azért indokolt, mert aránylag sok esetet találunk az irodalomban, ahol a betegség és valamely mitokondriális mutáció együttes előfordulását írják le, ez azonban még nem bizonyítja az oki összefüggést. A mitokondriális genetika sajátságai miatt igen ritka kivételnek tekinthető a mutáció és valamely betegség közötti egyértelmű összefüggés, tehát az, hogy az adott kórkép mögött mindig ott van ugyanaz a mutáció, illetve, hogy az adott mutáció mindig ugyanazon betegség megjelenésével jár.
Emiatt a mitokondriális DNS-mutációk észlelésének, kimutatásának az orvosi laboratóriumi gyakorlatban korlátozottabb a jelentősége, mint a kromoszomális DNS-vizsgálatoknak. Mivel a legtöbb betegségokozó mutáció heteroplazmiás, s így a különböző szövetekben más-más eredményt mutathatnak a tesztek, ezek értelmezése esetenként igen nehéz. Egyes betegségek kimutatásában lehet diagnosztikus jelentősége a DNS-tesztnek, ilyen például a már említett Leber-féle optikus neuropátiát okozó mutáció, amely (illetve amelyek, mert több ilyet ismerünk) többnyire homoplazmiás, tehát bármely szövetmintából egyértelműen kimutatható és jelenléte genetikai tanácsadásra felhasználható.

## Betegségek fajtái
A ma egyértelműen mitokondriális DNS-eredetűnek tartott betegségek szerencsére elég ritkák és a laikus közvélemény által kevéssé ismertek. Ilyen például a Leber-féle optikai neuropátia mellett a Leigh-szindróma, a Kearns-Sayre-szindróma, a rojtos-vörös mioklónusos epilepszia (myoclonic epilepsy associated with ragged-red muscle fibers), a Pearson-szindróma stb. Több, a felsoroltaknál jóval gyakoribb és fontosabb betegség esetében bizonyos mitokondriális mutációknak az egészséges kontrollokhoz képest magasabb arányú előfordulását mutatták ki, de ezekben az esetekben az ok-okozati összefüggés vitatott. Ilyen a cukorbaj (diabetes mellitus), a siketség egyes formái, egyes kardiomiopátiák (szívizomelfajulás), az Alzheimer-kór vagy a Parkinson-kór.

## Külső hivatkozások
- Mitochondrial Disease Action Committee
- United Mitochondrial Disease Foundation
- Muscular Dystrophy Association Mito Information